# 宣簡蕭皇后
宣簡蕭皇后（せんかんしょうこうごう、? - 933年）は、遼（契丹）の太祖耶律阿保機の母。小字は巌母斤。

## 経歴
遙輦氏の宰相の剔剌の娘として生まれた。徳祖耶律撒剌的の妻となり、男女6人を生んだ。天顕8年（933年）、死去した。徳陵に陪葬された。重熙21年（1052年）、宣簡皇后と追尊された。

## 伝記資料
- 『遼史』巻71 列伝第1